# MBC 5시 뉴스와 경제 대구·경북
《5시 뉴스와 경제 대구·경북》은 대구MBC TV에서 매주 평일 오후 5시에 방송 중인 대구 지역 저녁 경제 종합 뉴스 프로그램이다.

## 개요
5시 대구 뉴스와 경제로 읽는다.

## 앵커
| 대수 | 진행자          | 진행 기간                  | 비고  |
| ---- | --------------- | -------------------------- | ----- |
| 1대  | 권태근 아나운서 | 일자 미상 ~ 2021년 9월 3일 |       |
| 2대  | 서상국 아나운서 | 2021년 9월 6일 ~ 현재      | [ 1 ] |

## 경쟁 프로그램
- KBS 뉴스 7 대구·경북 (KBS 대구 1TV)
- TBC 대경뉴스광장 (TBC TV)